# Cantó de Taverny
El cantó de Taverny és un cantó francès del departament de Val-d'Oise, situat al districte de Pontoise. Des del 2015 té 4 municipis i el cap és Taverny.

## Municipis
- Beauchamp
- Bessancourt
- Pierrelaye
- Taverny

## Història
| Data d'elecció                           | Identitat            | Partit                     | Qualitat |
| ---------------------------------------- | -------------------- | -------------------------- | -------- |
| 1945-1949                                | M. Ricard            | MRP                        |          |
| 1949-1955                                | M. Lecomte           | RPF, després RS            |          |
| 1955-1976                                | André Messager       | RGR, després divers droite |          |
| 1976-1982                                | Francis Arzalier     | PCF                        |          |
| 1982-1988                                | Raymond Demanet      | RPR                        |          |
| 1988-2008                                | Maurice Boscavert    | PS                         |          |
| 2008-                                    | Jean-Pierre Barentin | PS                         |          |
| les dades anteriors no són pas conegudes |                      |                            |          |
|                                          |                      |                            |          |

## Demografia
| A partir de 1990: Població sense dobles comptes |